# Absolutheitsanspruch
Als Anspruch auf Absolutheit wird die Geltung eines einzigen Prinzips als allein richtige und vollständige Lehre, als das Absolute verstanden. 
Absolutheitsansprüche werden unter anderem im Kontext von Judentum,  Christentum und Islam, aber auch anderer Religionen erhoben.
In seiner Form als „intensiver Absolutheitsanspruch“ ist darunter die absolut gesetzte, ausschließliche Bindung an den eigenen Gott zu verstehen. In den von Gustav Mensching so genannten Volksreligionen besteht diese intensive Absolutheit. Die Universal- oder Weltreligionen vertreten exklusive Absolutheitsansprüche. Sie beanspruchen für sich oder ihre Lehre, die allein wahre und gültige zu sein.

## Allgemeines
Ein Bestandteil religiöser, politischer, philosophischer und kultureller Denkmuster kann das Prinzip sein, dass die jeweilige Ideologie letztgültige und vollständige Aussagen über die Wahrheit macht. Dieser Anspruch wird Absolutheitsanspruch genannt. 

„Zum rel. Glauben gehört in allen Religionen – auch im Buddhismus – die Überzeugung, mit dem eigenen Glauben der letztgültigen Wahrheit teilhaftig zu sein. Wer diese Überzeugung nicht aufbringt, hat an keiner Religion teil. So gewiß die Religionen alle die letztgültige Wahrheit über Gott, Welt und Mensch zu bringen überzeugt sind, sind sie Religionen. Die Christen haben in diesem Sinne stets ihren Glauben als letztgültige Wahrheit vertreten. Es ist eben in keinem anderen Heil als in Jesu Wort, Werk und Person (Apg 4,12 ). Der Muslim vertritt diese Überzeugung auch, und zwar in dem hist. Sinne, daß der Koran zeitlich das letzte der heiligen Bücher und damit die abschließende Offenbarung sei. Solche Konstruktionen sind Ausdruck der Überzeugung, der letztgültigen Wahrheit im eigenen Glauben teilhaftig zu sein. Kein rel. Glaube kann ohne diese Grundüberzeugung leben.“

## Judentum
In den Chumasch der Tora wird im Sefer Schemot, dem Buch der Namen, geschildert, wie Mose die Zehn Gebote empfängt. Das Erste Gebot lautet:

„Ich bin JHWH, dein Gott, der dich aus Ägyptenland geführt hat, aus der Knechtschaft. Du sollst keine anderen Götter haben neben mir.“

Dies ist historisch zu verstehen als eine Abgrenzung des einen, absoluten, unsichtbaren und allmächtigen Gottes, der sich dem Volk Israel am Berg Sinai geoffenbart hat, von den Gottheiten anderer Kulturen.
Das jüdische Glaubensbekenntnis, das Schma Israel, betont mit dem „allein“ die Einzigartigkeit Gottes. Der Herr (der Gott des Bundes) ist „Einer“ (hebr. אֶחָד „echad“ kann „eins“ oder „allein“ bedeuten); er ist einzig in seiner Art und in seinem Wesen. Somit lässt er sich nicht mit den Göttern anderer Völker vergleichen oder gleichsetzen:

„Höre, Israel: Der HERR ist unser Gott, der HERR allein!“

Dass es keinen anderen Gott gibt, der Israel retten könnte, wird an verschiedenen Stellen im Tanach bezeugt, z. B. in Jesaja 43,10–11 , Jesaja 45,21–22  und in Hos 13,4 .
Und so heißt es in den Propheten:

„Also spricht der Ewige, der König Jisraël’s und sein Erlöser, der Ewige der Heerscharen: Ich bin der Erste und der Letzte, und außer mir gibt es keinen Gott.“

Im Gesamtkontext von Jesaja 40–46 relativiert sich jedoch die Aussage „außer mir gibt es keinen Gott“. Anspruch und Ablehnung richten sich gegen die Götzenverehrung (vgl. 1. Gebot, Exodus 20,2–3 ):

„Ich, der HERR, das ist mein Name, ich will meine Ehre keinem andern geben noch meinen Ruhm den Götzen. (Jesaja 42,8 )“

„Aber die sich auf Götzen verlassen und sprechen zum gegossenen Bilde: »Ihr seid unsre Götter!«, die sollen zurückweichen und zuschanden werden. (Jesaja 42,17 )“

„Keine Erkenntnis haben, die sich abschleppen mit den Klötzen ihrer Götzen und zu einem Gott flehen, der nicht helfen kann. (Jesaja 45,20 )“

Weitere Belege zur Relativierung des zitierten Anspruchs auf eine Ablehnung der Götzenverehrung finden sich in: Jes 40,18 ; Jes 44,9–10 ; Jes 44,15 ; Jes 44,17 ; Jes 44,19 ; Jes 45,16 ; Jes 46,6–7 .
Das Judentum sieht den Tanach nicht als einzige heilige Schrift an. Vielmehr wird angenommen, dass auch andere Völker ihre Propheten haben, die ihnen heilige Schriften übermittelt haben. Insofern deren Wahrheiten nicht den jüdischen widersprechen, ist der Absolutheitsanspruch des Judentums begrenzt. In allen jüdischen Richtungen, von orthodox bis liberal, werden Nichtjuden akzeptiert, sofern sie sich an die sieben noachidischen Gebote halten. Das Missionieren unter Nichtjuden wird somit hinfällig.

## Christentum
Das Christentum entwickelte sich auf der Basis der jüdischen Religionsgeschichte und teilt mit dem Judentum die Schriften des Alten Testaments. Hier wird – für Juden wie Christen gleichermaßen verbindlich – vorhergesagt, dass Gott einen Heilsbringer in die Welt senden wird.
Nach jüdischem Verständnis ist dieser Messias bis heute noch nicht erschienen. Nach christlichem Verständnis dagegen ist der Messias bereits in Gestalt Jesu Christi in die Welt gekommen, indem Gott in Jesus Christus Mensch geworden ist und sich selbst geoffenbart und zur Sündenvergebung geopfert hat, die den Menschen das ewige Leben eröffnet. Insofern besteht hier eine Quelle für einen Absolutheitsanspruch des Christentums gegenüber dem Judentum und umgekehrt.
Ein weiterer Hoheitstitel, der des Kyrios, wurde auch auf Jesus angewandt: „Ein naiver A[bsolutheit]sanspruch wohnt jeder Religion inne. In der Verkündigung des NT ist ein selbstverständlicher A[bsolutheit]sanspruch insofern enthalten, als Jesus der Kyrios ist, in dem allein das Heil gefunden werden kann.“ (Röm 10,9–13 ; Phil 2,11 ; Offb 22,20–21 )
Der Absolutheitsanspruch des Christentums besteht in der „Überzeugung, daß Gott sich in Jesus von Nazareth endgültig und verbindlich mitgeteilt hat, daß die Christusoffenbarung also keine Religion neben anderen ist, sondern unbedingt gültige Wirklichkeit und Wahrheit, in der allein die menschliche Lebenssehnsucht und Sinnsuche zur Erfüllung kommt.“
Jesus verkündete, dass er allein der Weg zum Heil (d. h. zu Gott dem Vater und damit zum ewigen Leben) und dass er die personifizierte Wahrheit ist:

„Ich bin der Weg und die Wahrheit und das Leben; niemand kommt zum Vater außer durch mich.“

Petrus sagte, sich vor dem Hohen Rat verantwortend, warum er und die übrigen Jünger Jesu das Volk lehren würden, dass allein in Jesus das Heil und damit die endgültige Rettung zu finden ist:

„Er (Jesus) ist der Stein, der von euch Bauleuten verworfen wurde, der aber zum Eckstein geworden ist. Und in keinem anderen ist das Heil zu finden. Denn es ist uns Menschen kein anderer Name unter dem Himmel gegeben, durch den wir gerettet werden sollen.“

Paulus schrieb in seinem Brief an die Kolosser, dass Jesus, vor seiner Menschwerdung, an der Schöpfung beteiligt gewesen sei und gab ihm damit eine zentrale, alle anderen Menschen überragende, Stellung:

„Er ist das Ebenbild des unsichtbaren Gottes, der Erstgeborene der ganzen Schöpfung. Denn in ihm wurde alles erschaffen im Himmel und auf Erden, das Sichtbare und das Unsichtbare, Throne und Herrschaften, Mächte und Gewalten; alles ist durch ihn und auf ihn hin geschaffen. Er ist vor aller Schöpfung, in ihm hat alles Bestand.“

Im Brief an die Philipper schrieb er über Jesus:

„Darum hat ihn Gott über alle erhöht und ihm den Namen verliehen, der größer ist als alle Namen, damit alle im Himmel, auf der Erde und unter der Erde ihre Knie beugen vor dem Namen Jesu und jeder Mund bekennt:, Jesus Christus ist der Herr.‘ – zur Ehre Gottes, des Vaters.“

Nach christlichem Glauben – wie er von vielen verstanden wird – muss jeder Mensch (also auch alle Nicht-Christen) nach seinem Tod vor den Richterstuhl Christi treten (2 Kor 5,10 ). Dort entscheidet sich, ob er durch die Annahme des stellvertretenden Kreuzestodes von der Sündenschuld befreit in ewiger Gemeinschaft mit Gott leben oder durch Verweigerung der Gnade Christi für immer von Gottes Gegenwart getrennt, also in der Hölle, sein wird (Mt 25,31–46 ; Röm 6,3–5 ; 2 Kor 5,21 ).
Der Katholizismus sieht den Absolutheitsanspruch der Gegenwart Christi in der Welt überdies nur dann als gewährleistet an, wenn die geistliche Autorität der sakramental verfassten Kirche anerkannt wird. Die katholische Kirche hat mit der Konzilserklärung Dignitatis humanae (1965) die Konflikte, die mit ihren früheren (auch weltlichen) Ansprüchen entstanden, entschärfen können, ohne aber sämtliche Probleme im Verhältnis von Kirche und Staat zu lösen. Protestanten und Anglikaner haben keinen kirchlichen Absolutheitsanspruch.

## Islam
Inwiefern koranische Texte verschiedene Glaubensvorstellungen akzeptieren, ist umstritten, es gibt sehr unterschiedliche Positionierungen innerhalb verschiedener Suren. Es findet sich jedoch der Gedanke eines positiven Wetteiferns zwischen Menschen verschiedener Glaubensvorstellungen:

„Für jeden von euch (die ihr verschiedenen Bekenntnissen angehört) haben wir ein (eigenes) Brauchtum … und einen (eigenen) Weg … bestimmt. Und wenn Allah gewollt hätte, hätte er euch zu einer einzigen Gemeinschaft … gemacht. Aber er (teilte euch in verschiedene Gemeinschaften auf und) wollte euch (so) in dem, was er euch (von der Offenbarung) gegeben hat, auf die Probe stellen. Wetteifert nun nach den guten Dingen! Zu Allah werdet ihr (dereinst) allesamt zurückkehren. Und dann wird er euch Kunde geben über das, worüber ihr (im Diesseits) uneins waret.“

Der islamische Absolutheitsanspruch basiert auf der Annahme, dass der Islam die Fortführung und Vervollständigung der zwei älteren abrahamischen Religionen – Juden- und Christentum – und damit einhergehend die reine Form der ursprünglichen Religion Abrahams sei.

„Die Menschen, die Abraham am nächsten stehen, sind diejenigen, die ihm (und seiner Verkündigung seinerzeit) gefolgt sind, und dieser Prophet (d.h. Mohammed) und die, die (mit ihm) gläubig sind. Gott ist der Freund der Gläubigen.“

Somit sei Mohammed der letzte aller Gottgesandten, das „Siegel der Propheten“ …:

„Mohammed ist nicht der Vater von (irgend)einem eurer Männer (auch wenn dieser sein Nennsohn ist). Er ist vielmehr der Gesandte Gottes und das Siegel der Propheten (d.h. der Beglaubiger der früheren Propheten, oder der letzte der Propheten). Gott weiß über alles Bescheid.“

… und der Islam die einzig wahre Religion:

„Als (einzig wahre) Religion gilt bei Gott der Islam. Und diejenigen, die die Schrift erhalten haben, wurden – in gegenseitiger Auflehnung – erst uneins, nachdem das Wissen zu ihnen gekommen war. Wenn aber einer nicht an die Zeichen Gottes glaubt, ist Gott schnell im Abrechnen.“

„Auf dieser Überzeugung ruht der eigentümlich inklusive Absolutheitsanspruch des Islam dem AT und NT und seinen Offenbarungsträgern gegenüber.“
Entsprechend betrachtet der Koran die Anhänger des Islam als die beste Gemeinschaft der Menschheit überhaupt. In Sure 3, Vers 110 heißt es:

„Ihr (Gläubigen) seid die beste Gemeinschaft, die unter den Menschen entstanden ist. Ihr gebietet, was recht ist, verbietet, was verwerflich ist, und glaubt an Gott. Und wenn die Leute der Schrift geglaubt hätten, wahrlich, es wäre gut für sie gewesen! Unter ihnen sind Gläubige, aber die Mehrzahl von ihnen sind Frevler.“

Dieser Glaube basiert einerseits auf dem obigen Koranvers kuntum chaira ummatin كنتم خير أمة / kuntum ḫaira ummatin / ‚Ihr (Gläubigen) seid die beste Gemeinschaft‘ und andererseits auf Koranversen, die den Herrschaftsanspruch des Islam untermauern. Genannt sei hier etwa Sure 9, Vers 29:

„Kämpft gegen diejenigen, die nicht an Gott und den jüngsten Tag glauben und nicht verbieten (oder: für verboten erklären), was Gott und sein Gesandter verboten haben, und nicht der wahren Religion angehören – von denen, die die Schrift erhalten haben – (kämpft gegen sie), bis sie kleinlaut aus der Hand (?) Tribut entrichten!“

Der Absolutheitsanspruch des Islam erhält seine Legitimation ferner im islamrechtlichen Grundsatz, dessen Ausformulierung als Prophetenspruch (hadith) auf das erste muslimische Jahrhundert (7. Jahrhundert n. Chr.) zu datieren ist und besagt (nach dem Sahih von al-Buchari, dschanâ'iz 79):
الاسلام يعلو ولا يعلى عليه / al-islāmu yaʿlū wa-lā yuʿlā ʿalayhi / ‚Der Islam ist überlegen, nichts ist ihm übergeordnet‘
Als ein zentraler Grundsatz der klassisch-islamischen Lehre hatte er – und hat dies in einigen Teilen der islamischen Welt nach wie vor – weitgehenden Einfluss auf die Bestimmung des Verhältnisses zwischen Muslimen und Nicht-Muslimen, auf die Bestimmung des Stellenwerts von interreligiösen Ehen und auf den interreligiösen Dialog.
So hat der muslimische Theologe und Hochschullehrer 'Abid ibn Muhammad al-Sufyani an der islamischen Universität Umm al-Qura in Mekka in seiner Studie mit diesem islamischen Grundsatz mehrere rechtlich relevante Entscheidungen begründet:
- bei Übertritt einer Christin oder Jüdin zum Islam wird die bis dahin bestehende Ehe mit dem christlichen bzw. jüdischen Ehemann aufgelöst, da der Islam überlegen und ihm nichts übergeordnet ist.

- es ist unzulässig, dass Bauten von Dhimmis höher sind als die ihrer muslimischen Nachbarn.

- es ist unzulässig, dass Bauten von Dhimmis genauso hoch sind wie die Bauten der Muslime, denn der Islam ist überlegen.

- „was man heute als ‚Dialog der Religionen‘ nennt“, ist nicht gestattet, da alle Religionen durch den Islam abrogiert sind. Ein Dialog setzt Gleichwertigkeit und Gleichberechtigung zwischen den Religionen voraus. Der Islam ist jedoch hochwertiger.[15]

Eine Ausnahme innerhalb der islamischen Tradition bilden die Lehren mancher Sufis (islamische Mystiker), wie beispielsweise die von Dschalal ad-Din Rumi (1207–1273) aus Konya, die auch andere Religion als „wahr“ anerkannten.

## Mission
Christentum und Islam sind missionierende Religionen und begründen ihre weltweiten Aktivitäten mit ihrem Absolutheitsanspruch. Die christliche Mission beruft sich auf den Missionsbefehl Jesu aus Matthäus 28,19 :
„Darum gehet hin und machet zu Jüngern alle Völker: Taufet sie auf den Namen des Vaters und des Sohnes und des Heiligen Geistes.“

## Zitate
- „Wer sagt, alle Religionen seien gleich und wollten das Gleiche, hat sich noch nicht einmal oberflächlich mit ihnen beschäftigt; denn wenn die islamische und die christliche Lehre gleichsam stimmen, dann wäre etwa Jesus auferstanden und gleichzeitig nicht auferstanden.“ - Jürgen Spieß, in: Aus gutem Grund

- „Wenn die Religionen wahr sind, dann aus dem Grund, weil es jedes Mal Gott ist, der gesprochen hat. Und wenn sie unterschiedlich sind, dann aus dem Grund, weil Gott in verschiedenen Sprachen entsprechend der Verschiedenheit der Empfänger gesprochen hat. Und endlich, wenn sie absolut und ausschließlich sind, dann aus dem Grund, weil Gott in jeder Religion von »Ich« gesprochen hat.“ – Frithjof Schuon, in: Den Islam verstehen